# Badara (Bama)
Pour les articles homonymes, voir Badara.
Ne doit pas être confondu avec Badara (Soubakaniédougou).
Badara est une commune rurale située dans le département de Bama de la province du Houet dans la région des Hauts-Bassins au Burkina Faso.

## Géographie

### Situation et environnement
Badara est située à 5 km au sud-est de Bama et à 20 km de Bobo-Dioulasso.

## Économie
Tout comme Bama, l'économie de la commune de Badara est basée sur la production de riz pluvial dans le périmètre rizicole de la Vallée du Kou.

## Transports
Le village est traversé par la route nationale 9 qui va de la capitale régionale Bobo-Dioulasso au sud-est jusqu'au village de Faramana au nord-ouest, à la frontière avec le Mali (où elle rejoint la route nationale 12 vers Koutiala et Bla).